# فيني دان
فيني دان (بالإنجليزية: Vinny Dunn)‏ هو مصارع محترف نيوزيلندي، ولد في 29 أبريل 1980 في Whangaparāoa Peninsula ‏ في نيوزيلندا.

## روابط خارجية
- فيني دان على موقع CageMatch worker (الإنجليزية)
- فيني دان على موقع قاعدة بيانات المصارعة على الإنترنت (الإنجليزية)